# Wappen der Oblast Archangelsk

Wappen der Oblast seit 2003

Das Wappen der Oblast Archangelsk (russisch Герб Архангельской области) ist seit dem 15. Juli 2003 in Gebrauch und offizielles Wappen der Oblast. Es entstand auf Grundlage des Wappens des Gouvernements Archangelsk aus dem 18. Jahrhundert und ist mit diesem weitestgehend identisch.

## Beschreibung
Das Wappen stellt die Bezwingung des Satans durch den Erzengel Michael dar. Auf dem goldenen Grund des Wappens befindet sich Michael, der Schutzpatron der Oblast Archangelsk, welcher mit Schild und Schwert auf dem am Boden liegenden Dunklen Engel steht. Der Erzengel trägt blaue Kleidung, welche in der Farbsymbolik für Schönheit, Sanftmut und Größe steht. Das rote Flammenschwert und die Stiefel symbolisiert den Mut und die Macht des Erzengels. Auf dem Vollwappen befindet sich auf dem Schild zusätzlich die Zarenkrone. Der Schild ist in dieser Form des Wappens von goldenen Eichenblättern und dem blauen Andrejewski Band (Андреевская лента) umgeben. 

Vollwappen der Oblast seit 2003
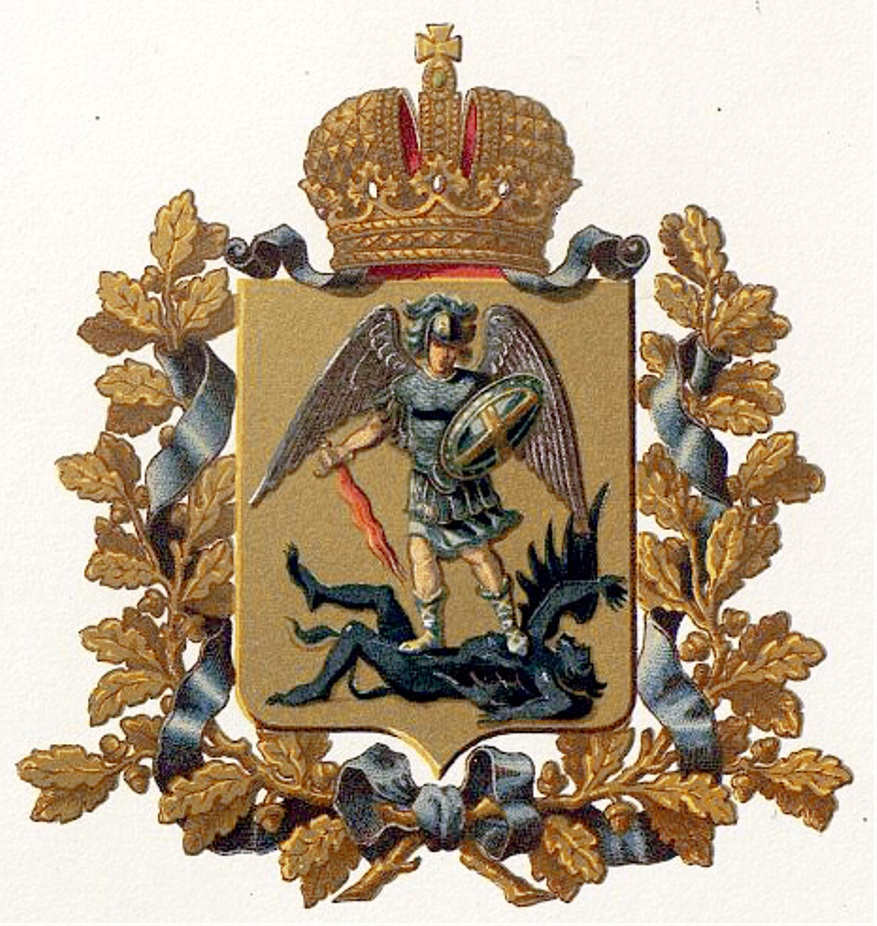
Zum Vergleich das Wappen des Gouvernements Archangelsk